# المجلس الدولي للمتاحف
المجلس الدولي للمتاحف (ICOM) هو منظمة غير حكومية مخصصة للمتاحف، وتحافظ على علاقات رسمية مع اليونسكو ولها صفة استشارية لدى المجلس الاقتصادي والاجتماعي التابع للأمم المتحدة. تأسست ICOM في عام 1946، وهي تتعاون أيضًا مع كيانات مثل المنظمة العالمية للملكية الفكرية، الإنتربول، ومنظمة الجمارك العالمية من أجل تنفيذ مهام الخدمة العامة الدولية، والتي تشمل مكافحة الاتجار غير المشروع في السلع الثقافية والممتلكات. تعزيز إدارة المخاطر والتأهب لحالات الطوارئ لحماية التراث الثقافي العالمي في حالة وقوع كوارث طبيعية أو من صنع الإنسان. يحصل أعضاء ICOM على بطاقة عضوية ICOM، والتي توفر الدخول المجاني، أو الدخول بسعر مخفض، إلى العديد من المتاحف في جميع أنحاء العالم.

## وصلات خارجية
- الموقع الرسمي